# ذخیره‌گاه زیست‌کره سیرا د مانانتلان
ذخیره‌گاه زیست‌کره سیرا د مانانتلان (به اسپانیایی: Reserva de la biosfera Sierra de Manantlán) یک ذخیره‌گاه زیست‌کره در مکزیک است که در کولیما واقع شده‌است.